# Dicranota (Rhaphidolabis) fascipennis
Dicranota (Rhaphidolabis) fascipennis is een tweevleugelige uit de familie Pediciidae. De soort komt voor in het Oriëntaals gebied.